# 로자벨 로렌티 셀러스
로자벨 로렌티 셀러스(Rosabell Laurenti Sellers, 1996년 3월 27일 ~ )는 이탈리아 출신 미국의 배우이다.